# Switching hub
Følgende er kun gældende for ethernet switching hubs:
En netværk switching hub er et stykke netudstyr, som er en sammenbygning af en 2 ports switch og 2 hubs, hvor den ene er en 10 Mbit/s hub og den anden er en 100 Mbit/s. En netværk switching hub kan derfor formidle data hastigheder på enten 10 eller 100 Mbit/s half-duplex på hver af portene.